# يويو

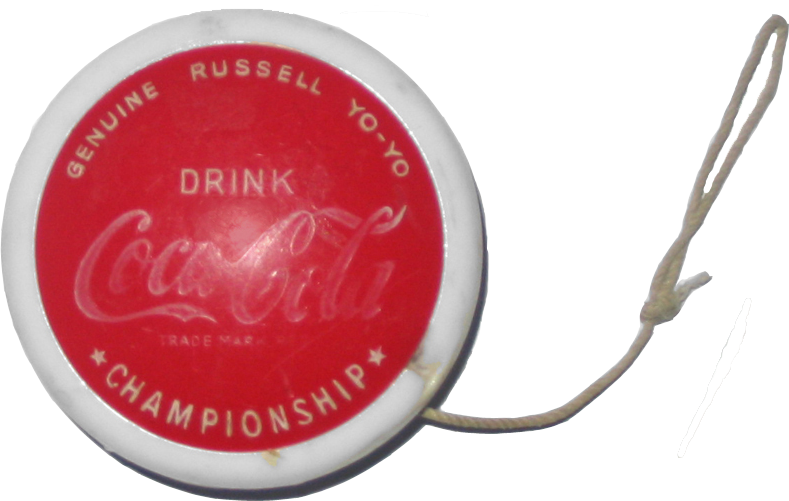
كلات.

الكِلَات (الجمع: أكْلِتة، كُلُت) والمعروفة باسم «اليويو» هو لعبة صغيرة وممتعة ومشهورة بين الأولاد في كل العالم وخاصةّ في أوروبا والولايات المتحدة وآسيا. يتكوّن اليويو من قطعتين دائريتين (من الخشب أو المعدن أو اللدائن) وقطعة واحدة طويلة من الخيط ويتكون في أجزائه الداخلية من الـAxle وهو المحمل والـBearing وهي حلقه صغيرة توجد بين القطعة 1 والقطعة 2.

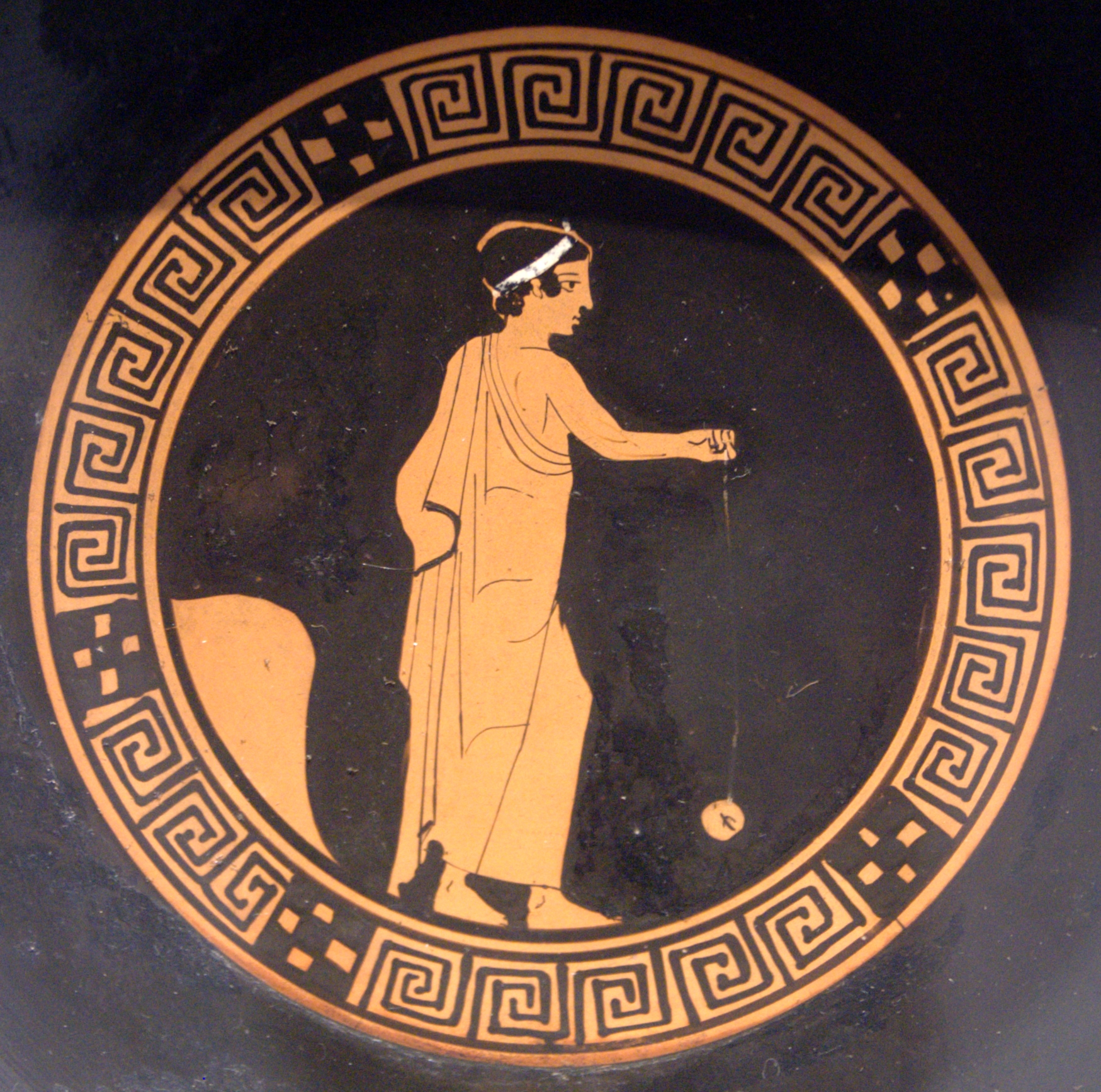

 يعتبر محبو هذه اللعبة أنها رياضة نظراً للإحتوائها على مجموعة من الحركات البهلوانية الحماسية والممتعة التي يتطلب تنفيذها تدريب مكثف لإتقانها ومن ناحية العملية يمكن إعتبارها رياضة لأن تنفيذ حركاتها يتطلب مرونة ولياقة عالية.

## كيفية الاستعمال
اليويو هو لعبة في يد الأطفال للتسليتهم وهي شائعة في أوروبا والولايات المتحدة الأمريكية والأردن والسعودية تكون بتدوير اليويو إلى الأسفل وقيامهم بحركات رائعة وتكون من أجل التسلية
تقوم بلف الخيط في الوسط وتقوم بوضع الخيط في أصبع وتفلت اليويو نحو الأسفل وتلاحظ دوران اليويو مع إحساس جميل يخالجك يمكنك رفع يديك وإنزالها بكيفية مستمرة إلى حين التوقف عن الحركة يوجد أيضا الدحرجة في الأرض أو حمل الخيط المتدلي بواسطة أصبع اليد الأخرى

## اليويو الحديث
يُقال إنّ اليويو الحديث صنع في الفلبين في القرن السابع عشر. من المعروف أنّ اليويو كان لعبة شائعة في حضارتي الصين واليونان القديميتين. من المحتمل أنّ اليويو وصل من الشرق إلى البلدان الأوروبية الغربية عن طريق التجارة.
أول شركة أمريكية صنعت اليويو كانت شركة صناعة اليويو التي أنشأها في سنة 1928 شخص من أصل فلبيني اسمه بيدرو فلوريس. اليوم «يوميغا» و«دونكان» هما شركتان كبيرتان ومشهورتان تصنعان اليويو. من الممكن أن تشتري اليويو في معظم متاجر الألعاب. تقام عدة من المؤتمرات والمباريات لليويو في الولايات المتحدة كل سنّة
فكل سنة تقام بطولة عالمية في الولايات المتحدة الاميريكية تدعى World yoyo contest تقام كل سنة في أول عطلة نهاية أسبوع من شهر أغسطس 8.
اليويو كان محبوب خاصةّ في الخمسينات والسبعينات والتسعينات في القرن العشرين.